# Xineplayer
XinePlayer är en mediaspelare för Mac OS som bl.a. klarar av att spela MPEG, Quicktime (MOV), DivX (AVI) och några Windows Media format (WMV). Denna mediaspelare kan även spela av DVD-skivor. XinePlayer är en portering av linuxprogrammet xine.